# Gangli paravertebral
Al llarg de la cadena simpàtica hi ha els ganglis simpàtics coneguts com a ganglis de la cadena simpàtica o ganglis paravertebrals. Els ganglis es distingeixen com a cervicals, toràcics, lumbars i sacres i, excepte en el coll, corresponen estretament amb el nombre de vèrtebres.

## Disposició
Solament els ganglis cervicals tenen noms específics.
S'organitzen així:
- ganglis cervicals - 3 ganglis
- ganglis toràcics - 12 ganglis
- ganglis lumbars - 5 ganglis
- ganglis sacres - 4 ganglis